# Charcuterie pâtissière

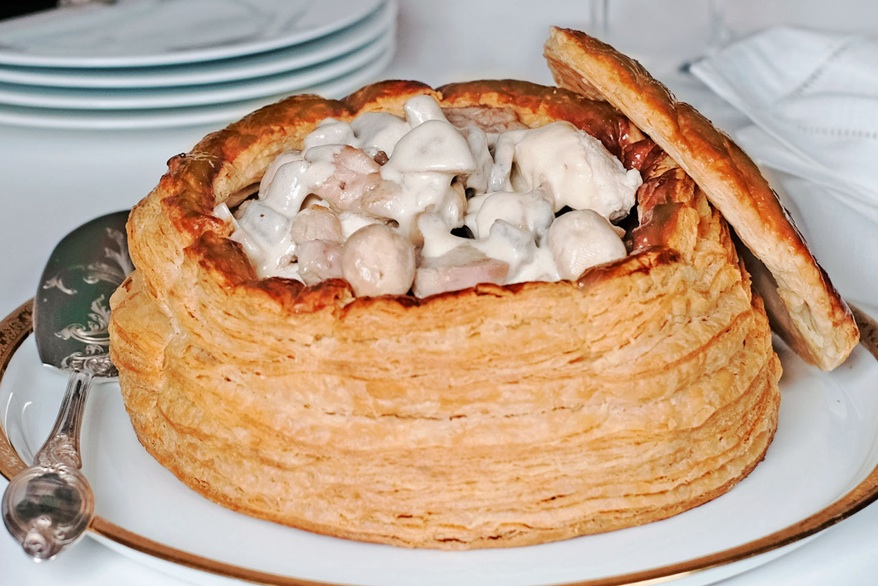
Vol-au-vent à l'ancienne, de 20 cm de diamètre et de 14 cm de hauteur.

Une charcuterie pâtissière est un produit alimentaire composé d'une pâte (sablée, feuilletée, brisée, briochée, à pain…) et d'un apprêt de viande (souvent du porc), accompagnée parfois de fromage ou de légumes.
Elle peut se manger chaude, froide ou réchauffée,. Les plus connues sont la bouchée à la reine, le saucisson brioché, le pâté en croûte, le vol-au-vent, la quiche, la flamiche, le croque-monsieur, le hot-dog, le friand. Chaque charcutier ou traiteur personnalise sa fabrication et même crée de nouvelles spécialités comme, assez récemment, les canapés apéritifs salés ou les mini-croissants apéritifs aux lardons, dés de jambon, olives, saumon fumé, etc.

## Quelques charcuteries pâtissières
- Allumette
- Bœuf Wellington
- Bouchée à la reine
- Crobech
- Croustade
- Croûte aux morilles
- Empanada
- Feuilleté
- Friand
- Koulibiak
- Pastizz
- Pâté en croûte
- Pâté lorrain
- Quiche
- Rissoles de Coucy
- Saucisson brioché
- Soupe aux truffes noires VGE
- Talmouse
- Tarte
- Tourte
- Tourtière du Limousin
- Vol-au-vent
- Toad in the hole